# Rinaldo Rinaldini

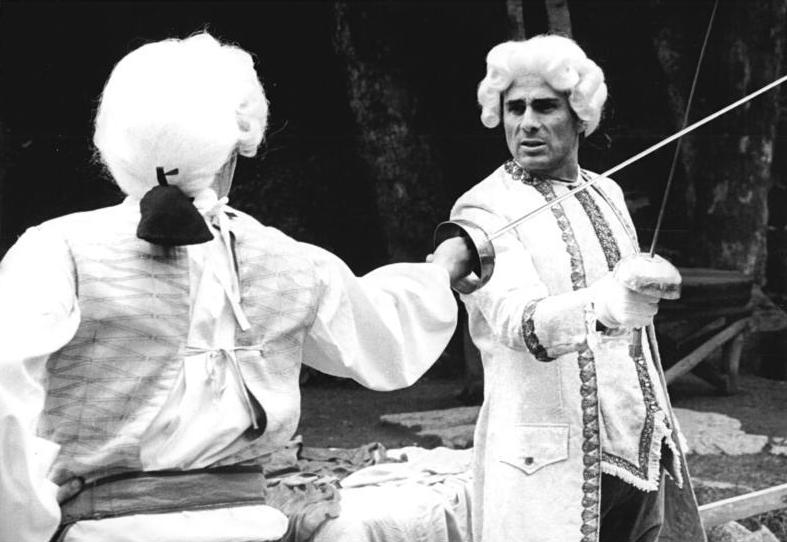
Gojko Mitić als Rinaldo Rinaldini im August 1984 im Bergtheater Thale

Rinaldo Rinaldini ist eine literarische Figur aus Christian August Vulpius’ Roman Rinaldo Rinaldini, der Räuberhauptmann, der 1799 in Leipzig in drei Bänden erschien und bis in die Gegenwart zahlreiche Neuauflagen erlebte. Er gilt als der erfolgreichste deutsche Räuberroman des 19. Jahrhunderts.

## Entstehungshintergrund
Holger Dainat (s. Literatur) geht davon aus, dass Friedrich Schillers Drama Die Räuber das literarische Vorbild für den Stoff ist, während die Figur des Rinaldo selbst möglicherweise an reale Personen wie den Briganten Angelo Duca oder einen T(h)om(m)aso Rinaldini angelehnt ist.

## Charakter
Rinaldo lebt im 18. Jahrhundert im Königreich Neapel. Er ist der Bandit aller Banditen, wagemutig, unerschrocken und kühn, der Schrecken des Apennins, aber gleichzeitig ungewöhnlich passiv:

„Aktiv wird er nur, wenn er sich mit Mut und Stärke durch einen Haufen ihn umzingelnder Feinde durchhauen muß. Aber auch dieses Geschäft überläßt er je länger je mehr seinen geheimnisvollen Freunden und Beschützern.“

Trotz seiner scheinbaren Freiheit wird sein Leben durch den Geheimbund des Alten von Fronteja bestimmt. Der Alte ist der Anführer einer Organisation, die sich die Befreiung Korsikas von der französischen Herrschaft zum Ziel gesetzt hat; er möchte, dass Rinaldo die militärische Führung der Bewegung übernimmt. Doch Rinaldo weigert sich; immer wieder brechen seine zum Teil erotischen Leidenschaften durch und verhindern, dass er, wie vom Alten von Fronteja geplant, zum Helden wird. Als Rinaldo von Soldaten des Königs verhaftet wird, erschießt ihn der Alte, um ihm die Schmach der Hinrichtung zu ersparen. In einer Fortsetzung des Romans klärt Vulpius die Herkunft Rinaldos auf: Er ist der Sohn des Alten von Fronteja, ein Neffe des Sultans von Konstantinopel.

## Rezeption des Romans
Bis 1824 erlebte der Roman sechs Auflagen. 1830 erschien im Literatur-Blatt die Rezension eines unbekannten Verfassers zu einem Nachfolgeroman von Moritz Richter: Nikanor, der Alte von Fronteja. Fortsetzung der Geschichte des Rinaldo Rinaldini, die grundsätzlich auf die Missachtung des Trivialromans im deutschen Literaturbetrieb einging:

„Es gibt in Deutschland offenbar zweierlei Literaturen, eine patrizische und eine plebejische … Welcher unserer großen Kritiker und Literaturhistoriker hat es noch der Mühe Werth gehalten, dem Rinaldini seine Aufmerksamkeit zu schenken, und doch hat dieser Roman wenigstens sechs Auflagen erlebt und eine ganze Legion Schwester- und Tochterromane veranlasst … Wer hat nun den Vorzug, der gelobt und nicht gelesen, oder der gelesen und nicht gelobt wird? Außer einigen Schiller’schen Trauerspielen ist sicher kein poetisches Werk der Neuern so oft gelesen worden als Rinaldini.“

Übersetzungen erschienen in Französisch, Englisch, Russisch, Spanisch, Holländisch, Dänisch, Polnisch und Ungarisch. Die Figur fand Nachahmer in Romanen z. B. von Johann Ernst Daniel Bornschein (Antonia della Roccini, die Seeräuber-Königin, 1801),  Concino Concini von Friedrich Bartels (1831) oder Johann Friedrich Ernst Albrechts Dolko der Bandit. Zeitgenosse von Rinaldo Rinaldini (1801).
1908 erschien eine Heftromanserie, zu der nähere Angaben bislang nicht bekannt sind. In der Serie Berühmte Räuber – Aller Länder, die um 1905 im Berliner Roman-Verlag in elf Ausgaben erschien, haben die ersten fünf Bände den Helden zum Thema: 1. Rinaldo Rinaldini. Der Todessprung vom Galgen, 2. … Der Kampf um die Herrschaft der Appeninnen, 3. … Korsische Blutrache, 4. … Die schwarzen Ritter Kalabriens, 5. … Rinaldinis Heldentod. In der Nachfolgeserie Berühmte Räuber der Welt, die von 1909 bis 1911 in 31 Bänden im Dresdner Romanverlag erschien, trägt Band Nr. 5 den Titel Rinaldo Rinaldini.
In Herman Melvilles Roman Moby-Dick wird Rinaldini als Beispiel genannt.
Robert Walser spielt in seinem postum erschienenen Roman Der Räuber auf die Romanfigur Rinaldini an.

## Adaptionen

### Theater
- August von Kotzebue: Rinaldo Rinaldini, der große Räuberhauptmann in Calabrien, ein Schauspiel in fünf Aufzügen, Düsseldorf 1820.
- André Kannstein: Rinaldo Rinaldini, eine Märchenkomödie nach Motiven von Chr. A. Vulpius, 2013. Gustav Kiepenheuer Bühnenvertrieb.

### Film und Fernsehen
- 1927 verfilmte Max Obal den Stoff unter dem Titel Rinaldo Rinaldini mit Luciano Albertini in der Hauptrolle.
- 1969 produzierte die ARD die 13-teilige Fernsehserie Rinaldo Rinaldini.

### Musik
Über Rinaldo Rinaldini existiert ein Volkslied, das vermutlich aus dem 19. Jahrhundert stammt. 1972 veröffentlichte Renate Kern den Schlager Rinaldo Rinaldini.